# Odorrana margaretae
Odorrana margaretae är en groddjursart som först beskrevs av Liu 1950.  Odorrana margaretae ingår i släktet Odorrana och familjen egentliga grodor. IUCN kategoriserar arten globalt som livskraftig. Inga underarter finns listade i Catalogue of Life.